# Herbie Fields
Herbie Fields (Elizabeth, 24 maggio 1919 – Miami, 17 settembre 1958) è stato un clarinettista e sassofonista statunitense (baritono, contralto, tenore e soprano) di jazz.

## Biografia
Fields fu allievo della famosa Juilliard School dal 1936 al 1938, e iniziò suonando con Raymond Scott, Leonard Ware e Oran "Hot Lips" Page. Durante il servizio militare, all'inizio degli anni 1940, diresse  la banda del campo di Fort Dix. Dopo essere stato dimesso, e dopo una breve esperienza con una sua formazione, fu assunto da Lionel Hampton, diventando così uno dei primi musicisti bianchi a suonare con un'orchestra predominantemente di colore.
Fields rimase con Hampton fino al 1945, incidendo con quell'orchestra un disco dal vivo alla Carnegie Hall, e facendosi notare per il suo strepitoso assolo in "Hey Bop a Rebop". Tra il 1946 e il 1947 Herbie ebbe una sua big band, con cui - registrando per la RCA - cercò di emulare Hampton, dapprima con un repertorio di pezzi ballabili, poi incorporando dosi sempre più massicce di rhythm and blues, perdendo infine seguito tra il pubblico del jazz senza guadagnarne altrove e finendo per non sopravvivere alla fine dell'era delle grandi formazioni.
Tra il 1947 e il 1950 Fields ebbe una carriera come leader di piccoli e grandi gruppi, che gli valse il premio "New Star" della rivista "Esquire" come miglior altosassofonista in ascesa. In questo periodo ebbe nelle sue formazioni il giovane Miles Davis, che portò per primo in sala d'incisione, la cantante Dinah Washington e molti dei protagonisti dell'allora nascente bebop, tra cui anche Thelonious Monk e Bill Evans.
Fields era un ottimo solista swing, ma non fu mai completamente a suo agio con il cambio stilistico imposto dal bebop e rimase pertanto una figura di transizione, decidendo infine di non seguire l'evoluzione del jazz negli anni '50: di conseguenza, negli anni seguenti la sua carriera jazzistica declinò, ed egli finì per limitarsi ad eseguire, senza grande fortuna, musica disimpegnata. Si trasferì a Miami, dove acquistò un ristorante. La sua ultima incisione è del febbraio 1958.
Pochi mesi dopo Fields, depresso per la sua situazione artistica e personale, si suicidò con un'overdose di medicinali.

## Discografia parziale
- Live at the Flame Club, St. Paul 1949
- Blow Hot, Blow Cool
- A Night at Kitty's